# Metropolitanato de Proconeso

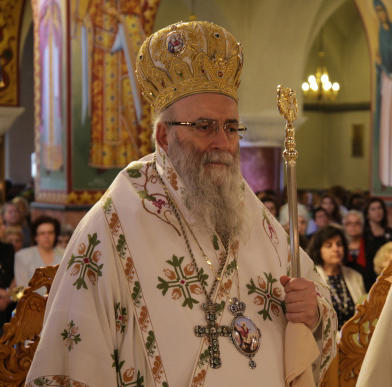
Metropolitano José Charkiolakis.

El metropolitanato de Proconeso (en griego: Ιερά Μητρόπολη Προικοννήσου) es una diócesis vacante de la Iglesia ortodoxa perteneciente al patriarcado de Constantinopla, cuya sede estaba en Mármara, en la isla de Mármara (o Proconeso, hoy Marmara Adası) en Turquía. Su titular llevaba el título de metropolitano de Proconeso, el más honorable ('hipertimos') y exarca de toda Propóntide (en griego: Ο Προικοννήσου υπέρτιμος και έξαρχος πάσης Προποντίς). Es una antigua sede metropolitana de la provincia romana de Helesponto en la diócesis civil del Ponto y en el patriarcado de Constantinopla.

## Territorio
El territorio del metropolitanato se encuentra en la provincia de Balıkesir y está compuesto por 5 islas: Mármara, Ekinlik, Türkeli o Avşa, Koyun, Paşalimanı y 5 islotes. El área del metropolitanato limita al norte con el metropolitanato de Heraclea; al este con el metropolitanato de las Islas de los Príncipes; al sur con el metropolitanato de Cícico; y al oeste con el metropolitanato de Galípoli y Mádito.

## Historia
Hay varios obispos documentados de Proconeso en el primer milenio cristiano. Juan, ex-obispo de Gordo, participó en el Concilio de Éfeso en 431. Acacio no participó en el Concilio de Calcedonia en 451, ya que en las solemnes sesiones del 25 y 31 de octubre, fue Diógenes, el metropolitano de Cícico, el que firmó las actas en lugar de su sufragáneo Acacio. Estratocles firmó el decreto de Genadio I de Constantinopla contra la simonía en circa 458/459. La hagiografía bizantina recuerda a san Timoteo, arzobispo de Proconeso, que vivió según algunos autores entre 518 y 548, o en el siglo VIII para otros autores. Sin embargo, sería el arzobispo de Proconeso más antiguo documentado. Niceto asistió al Concilio de Nicea II en 787. Ignacio participó en el Concilio de Constantinopla en 879-880 que rehabilitó al patriarca Focio de Constantinopla. Finalmente, la sigilografía devolvió el nombre del obispo León, que vivió entre los siglos X y XI.
El Concilio de Nicea I en 325 aprobó la ya existente organización eclesiástica según la cual el obispo de la capital de una provincia romana (el obispo metropolitano) tenía cierta autoridad sobre los otros obispos de la provincia (sufragáneos), utilizando por primera vez en sus cánones 4 y 6 el nombre metropolitano. Quedó así reconocido el metropolitanato de Cícico en la provincia romana de Helesponto, siendo Proconeso una de sus diócesis sufragáneas. El canon 28 del Concilio de Calcedonia en 451 pasó al patriarca de Constantinopla las prerrogativas del exarca del Ponto, por lo que el metropolitanato de Cícico y sus diócesis sufragáneas pasaron a ser parte del patriarcado de Constantinopla.
La diócesis de Proconeso está documentada en las Notitiae Episcopatuum del patriarcado de Constantinopla hasta el siglo XV. Inicialmente sufragánea de la sede metropolitana de Cícico, desde el siglo IX fue elevada al rango de arquidiócesis autocéfala, directamente dependiente del patriarca de Constantinopla. Como tal, está documentada a lo largo del segundo milenio cristiano.
Las islas fueron ocupadas por el Imperio otomano circa 1360. En mayo de 1823 fue elevada al rango de sede metropolitana. 
El 4 de julio de 1920 el ejército griego ocupó la isla de Mármara. En septiembre de 1922, en el contexto del conflicto entre Grecia y Turquía, todos los cristianos griegos que habitaban la isla de Mármara (unos 10 000) fueron evacuados a Grecia antes de la llegada del ejército turco. Tras el Tratado de Lausana en 1923, para poner fin a la guerra greco-turca, se implementó un intercambio de poblaciones entre Grecia y Turquía que condujo a la extinción completa de la presencia cristiana ortodoxa en el territorio del metropolitanato de Proconeso.

## Cronología de los obispos
- Juan † (mencionado en 431)[5]
- Acacio † (mencionado en 451)[6]
- Estratocles † (mencionado en 458/459)[7]
- San Timoteo † (entre 518 y 548)[8]
- Niceto † (mencionado en 787)[9]
- Ignacio † (mencionado en 879)
- León † (siglo X-siglo XI)[10]
- Dionisio I † (antes de 1027-después de 1030)[11]
- Cosme I † (mencionado en 1078)
- Isaac † (mencionado en 1166)
- Basilio † (mencionado en 1232)[12]
- Nicolás † (mencionado en 1280)
- Nifón † (?-1303 elegido metropolitano de Cícico)[13]
- Manuel † (mencionado en 1329 y en 1330)
- Macario † (mencionado en 1548 y en 1585)
- Antimo † (mencionado en 1580)
- Clemente I † (mencionado en 1585)
- Dionisio II † (mencionado en circa 1600)
- Clemente II † (antes de agosto de 1605-después de julio de 1626)
- Daniel I † (antes de 1629-junio de 1638)
- Gregorio † (junio de 1638-julio de 1639)
- Jeremías † (julio de 1639-julio de 1660)
- Gerásimo † (julio de 1660-1665?)
- Daniel II † (3 de noviembre de 1665-1668?)
- Constantino † (1668-1677?)
- Metrofanes † (1677-marzo de 1702)
- Teocleto † (15 de marzo de 1702-circa 1731)
- Gabriel † (antes de 1739-enero de 1745)
- Nicéforo I † (23 de enero de 1745-25 de marzo de 1759)
- Anania † (25 de marzo de 1759-agosto de 1791)
- Arsenio † (17 de agosto de 1791-agosto de 1795)
- Nicéforo II † (agosto de 1795-junio de 1821 elegido metropolitano de Adrianópolis)
- Cosme II † (junio de 1821-septiembre de 1830 elegido metropolitano de Bizia)
- Samuel † (septiembre de 1830-enero de 1835 elegido metropolitano de Mesembria)
- Besarion † (enero de 1835-agosto de 1841 elegido metropolitano de Didymotichon)
- Gedeón † (agosto 1841-14 de julio de 1853 elegido metropolitano de Sofía)
- Sofronio † (14 de julio de 1853-19 de abril de 1861 elegido metropolitano de Nyssava)
- Gedeón † (19 de abril de 1861-12 de enero de 1877 falleció) (por segunda vez)
- Dionisio Georgiadis † (24 de enero de 1877-12 de marzo de 1885 suspendido)
- Nicodemo Angelidis † (12 de marzo de 1885-14 de enero de 1892 elegido metropolitano de Elasson)
- Ignacio † (14 de enero de 1892-4 de octubre de 1893 falleció)
- Benedicto Adamantidis † (23 de octubre de 1893-9 de marzo de 1900 suspendido)
- Partenio Papafotinos † (9 de marzo de 1900-diciembre de 1900 falleció)
- Sofronio Argyropoulos † (16 de enero de 1901-15 de noviembre de 1911 falleció)
- Nicodemo Papadopoulos † (8 de diciembre de 1911-4 de agosto de 1920 falleció)
- Jorge Misailidis † (20 de febrero de 1922-9 de octubre de 1924 elegido metropolitano de Thasos)
  - Filoteo Papakonstantinou † (5 de octubre de 1943-13 de noviembre de 1963 falleció) (metropolitano titular)
  - Isaías Chronopoulos (24 de noviembre de 1997-20 de diciembre de 2002 elegido metropolitano de Denver) (metropolitano titular)
  - José Charkiolakis, desde el 28 de junio de 2008 (metropolitano titular)